# Rebelião no Iêmen do Norte em 1978-1982
A Rebelião no Iêmen do Norte foi um levante na República Árabe do Iêmen pela Frente Democrática Nacional (FDN), sob Yahya Shami, entre 1978 e 1982. A rebelião começou em 1978, após a morte de Ahmad al-Ghashmi e a ascensão ao poder de Ali Abdullah Saleh.  A FDN foi apoiada em sua rebelião pelo Iêmen do Sul e Líbia. A FDN desfrutou de vários sucessos ao longo da guerra, embora fosse enfraquecida pelo tratado de paz entre o Iêmen do Norte e do Sul após a guerra de fronteira de 1979.
Houve várias tentativas de cessar-fogo entre o governo e a FDN. O Kuwait conseguiu facilitar a assinatura de um cessar-fogo entre o governo e a FDN em 26 de novembro de 1981, embora as hostilidades irrompessem novamente, em dezembro de 1981. Mais tarde, a Organização de Libertação da Palestina conseguiu mediar um acordo de cessar-fogo no dia 3 de abril de 1982, no entanto as hostilidades recomeçaram depois, no mesmo mês, com a captura de Juban pela FDN. As forças do governo, por sua vez atacaram posições da FDN em Juban em maio de 1982.
O apoio do Iêmen do Sul para a FDN diminuiu sob a presidência do menos abertamente militante, Ali Nasir Muhammad, e o apoio do Iêmen do Sul para a FDN, finalmente, terminou em maio de 1982. A FDN foi finalmente derrotada por um exército rejuvenescido do Iêmen do Norte em conjunto com a Frente Islâmica pró-governo, permitindo que o governo do Iêmen do Norte finalmente estabelecesse o controle sobre a região da fronteira Norte-Sul. 